# Mieczysław Dziewoński
Mieczysław Dziewoński (ur. 3 grudnia 1895 w Lednicy Górnej, zm. 8–9 maja 1940 w Kalininie) – polski handlowiec, działacz niepodległościowy i oficer rezerwy Wojska Polskiego.

## Życiorys
Urodził się w ówczesnym powiecie wielickim Królestwa Galicji i Lodomerii, w rodzinie Jakuba, doktora praw, wieloletniego prezesa Towarzystwa Gimnastycznego „Sokół” w Wieliczce, i Agnieszki z Batków. Był bratem Władysława, Tadeusza (ur. 1892), żołnierza 3 pułku piechoty Legionów Polskich, odznaczonego Krzyżem Niepodległości, Wandy i Jadwigi zamężnej z Tadeuszem Lorenzem, także żołnierzem Legionów Polskich. Przed I wojną światową uczył się w gimnazjum.
Od 8 sierpnia 1914 służył w oddziałach strzeleckich. Początkowo w 2 szwadronie kawalerii II Brygady LP (od 25 marca 1916 2 pułku ułanów), później w oddziale konnym 6 pułku piechoty i ponownie w 2 pułku ułanów. Od 21 maja do 22 lipca 1915 uczestniczył w III kursie Szkoły Podchorążych LP. Kurs ukończył z „postępem dostatecznym”, został mianowany aspirantem oficerskim z oznakami i poborami sekcyjnego oraz przydzielony do batalionu uzupełniającego nr II. Później awansował na plutonowego. Po kryzysie przysięgowym (lipiec 1917) kontynuował służbę w Polskim Korpusie Posiłkowym. Po bitwie pod Rarańczą (15/16 lutego 1918) został internowany w Chust.
W 1918 walczył w obronie Lwowa. Od 23 czerwca 1920 służył w Wojsku Polskim jako ochotnik. 1 czerwca 1921 pełnił służbę w 64 pułku piechoty, a jego oddziałem macierzystym był 7 dywizjon taborów. 28 października 1921 został zdemobilizowany w stopniu podporucznika Wojsk Taborowych i przydzielony w rezerwie do 7 dywizjon taborów w Poznaniu. 8 stycznia 1924 został zatwierdzony w stopniu porucznika ze starszeństwem z 1 czerwca 1919 i 87. lokatą w korpusie oficerów rezerwy taborowych. Posiadał wówczas przydział w rezerwie do 8 dywizjonu taborów w Toruniu. W 1934, jako oficer rezerwy pozostawał w ewidencji Powiatowej Komendy Uzupełnień Gdynia i posiadał przydział do Kadry 8 dywizjonu taborów w Toruniu.
Po zwolnieniu z wojska ukończył Wyższe Studium Handlowe w Krakowie. 
W nieznanych okolicznościach, po agresji ZSRR na Polskę (17 września 1939), dostał się do sowieckiej niewoli i został osadzony w obozie w Ostaszkowie. 7 maja 1940 został przekazany do dyspozycji naczelnika Zarządu NKWD Obwodu Kalinińskiego. 8 lub 9 maja 1940 został zamordowany w Kalininie (obecnie Twer) i pogrzebany w Miednoje. Od 2 września 2000 spoczywa na Polskim Cmentarzu Wojennym w Miednoje.
5 października 2007 minister obrony narodowej Aleksander Szczygło mianował go pośmiertnie na stopień kapitana. Awans został ogłoszony 9 listopada 2007, w Warszawie, w trakcie uroczystości „Katyń Pamiętamy – Uczcijmy Pamięć Bohaterów”.
12 kwietnia 2017 w Wieliczce zasadzono Dąb Pamięci Mieczysława Dziewońskiego.

## Ordery i odznaczenia
- Krzyż Niepodległości – 4 lutego 1932 „za pracę w dziele odzyskania niepodległości”[17]
- Krzyż Walecznych dwukrotnie – 16 września 1922 „za udział w b. Legionach Polskich”[18][5]
- Medal Pamiątkowy za Wojnę 1918–1921[5]